# Assédio moral no local de trabalho
O assédio moral no local de trabalho é um padrão persistente de maus-tratos por parte de outras pessoas no local de trabalho que causa danos físicos e/ou emocionais. Inclui abuso verbal, não verbal, psicológico e físico, bem como humilhação. Este tipo de agressão no local de trabalho é particularmente difícil porque, diferentemente dos bullies escolares típicos, os bullies no local de trabalho geralmente operam dentro das regras e políticas estabelecidas nas suas organizações e na sociedade. Na maioria dos casos, o assédio moral no local de trabalho é praticado por alguém que está em posição de autoridade sobre a vítima. No entanto, os agressores também podem ser colegas ou subordinados. A participação de subordinados em bullying é chamada de bullying ascendente. A forma menos visível de assédio moral no local de trabalho envolve o assédio moral ascendente, em que as táticas de assédio moral são manipuladas e aplicadas contra um superior, muitas vezes para resultados motivados estrategicamente.
A investigação também investigou o impacto do bullying num contexto organizacional mais amplo, bem como a dinâmica do nível de grupo que contribui para a ocorrência e persistência do comportamento de bullying. O bullying pode ser velado ou aberto e, às vezes, passa despercebido pelos superiores, embora seja amplamente conhecido em toda a organização. Os efeitos negativos do assédio moral no local de trabalho não se limitam aos indivíduos visados e podem levar a um declínio no moral dos funcionários e a mudanças na cultura organizacional. O assédio moral no local de trabalho também pode manifestar-se como supervisão autoritária, críticas constantes e obstrução de promoções.

## Definições
Embora não exista uma definição formal universalmente aceite de assédio moral no local de trabalho, e alguns investigadores questionem se é possível uma definição única e uniforme devido às suas formas complexas e multifacetadas, vários investigadores tentaram defini-la.

### Género
Em termos de género, o Workplace Bullying Institute (2007)  afirma que as mulheres parecem correr maior risco de se tornarem alvo de bullying, uma vez que 57% das pessoas que relataram ter sido alvo de abuso eram mulheres. Os homens são mais propensos a participar em comportamentos agressivos de intimidação (60%), no entanto, quando o agressor é uma mulher, o seu alvo tem maior probabilidade de ser também uma mulher (71%).
Em 2015, o Inquérito Nacional de Entrevistas de Saúde revelou uma prevalência mais elevada de mulheres (8%) trabalhadoras que foram ameaçadas, intimidadas ou assediadas do que os homens.
Entretanto, resultados variados foram encontrados. A investigação de Samnani e Singh (2012) analisa as descobertas de 20 anos de literatura e afirma que descobertas inconsistentes não podem sustentar as diferenças entre os géneros. Carter et al. (2013) descobriram que os funcionários do sexo masculino relataram maior prevalência de assédio moral no local de trabalho no setor da saúde do Reino Unido.

## Táticas
Uma investigação realizada pelo Workplace Bullying Institute sugere que as 25 táticas de intimidação mais comuns no local de trabalho são:
1. Acusar falsamente alguém de "erros" que não foram realmente cometidos (71%).
2. Fixar o olhar, olhar lado, é intimidador não verbalmente e demonstrou claramente hostilidade (68%).
3. Desconsiderar injustamente os pensamentos ou sentimentos da pessoa ("ah, isso é tolo") nas reuniões (64%).
4. Usar o "tratamento do silêncio" para "isolar" e separar dos outros (64%).
5. Exibiu mudanças de humor presumivelmente incontroláveis na frente do grupo (61%).
6. Regras inventadas na hora que nem eles mesmos seguiram (61%).
7. Desconsiderou a qualidade satisfatória ou exemplar do trabalho concluído, apesar das evidências (descrédito) (58%).
8. Criticar de forma severa e constante, tendo um padrão diferente para o alvo (57%).
9. Iniciar ou não conseguiu impedir rumores ou mexericos destrutivos sobre a pessoa (56%).
10. Incentivou as pessoas a voltarem-se contra a pessoa atormentada (55%).
11. Destacou e isolou uma pessoa de outros colegas de trabalho, seja social ou fisicamente (54%).
12. Comportamento grosseiro, indigno, mas não ilegal, demonstrado publicamente (53%).
13. Gritou, berrou, fez birra na frente de outras pessoas para humilhar uma pessoa (53%).
14. Roubou crédito por trabalho feito por outros (plágio) (47%).
15. Abusou do processo de avaliação mentindo sobre o desempenho da pessoa (46%).
16. Declarou o alvo como "insubordinado" por não obedecer a ordens arbitrárias (46%).
17. Usou informações confidenciais sobre uma pessoa para humilhá-la privada ou publicamente (45%).
18. Retaliou contra a pessoa após uma queixa ter sido registada (45%).
19. Fez insultos verbais com base em género, raça, sotaque, idade ou idioma, deficiência (44%).
20. Atribuiu trabalho indesejável como punição (44%).
21. Criou demandas irrealistas (carga de trabalho, prazos, deveres) para a pessoa selecionada (44%).
22. Lançou uma campanha infundada para expulsar a pessoa; esforço não foi interrompido pelo empregador (43%).
23. Incentivou a pessoa a desistir ou a mudar de departamento em vez de enfrentar mais maus-tratos (43%).
24. Sabotou a contribuição da pessoa para uma meta e recompensa da equipa (41%).
25. Garantiu o fracasso do projeto da pessoa por não executar tarefas necessárias, como aprovações, atendimento de chamadas e trabalho com colaboradores (40%)

## Comportamentos abusivos no local de trabalho
Segundo Bassman, os comportamentos abusivos comuns no local de trabalho são:
1. Desrespeitar e desvalorizar o indivíduo, muitas vezes por meio de linguagem desrespeitosa e desvalorizante ou abuso verbal
2. Excesso de trabalho e desvalorização da vida pessoal (principalmente trabalhadores assalariados que não são remunerados)
3. Assédio por meio da microgestão de tarefas e tempo
4. Supervalorização e manipulação de informações (por exemplo, concentração em características negativas e falhas, condenando subordinados ao fracasso à partida).
5. Gerindo por meio de ameaças e intimidação
6. Roubar crédito e tirar vantagem injusta[12]
7. Impedindo o acesso a oportunidades
8. Rebaixar as capacidades de um funcionário para justificar a redução de pessoal
9. Comportamento destrutivo impulsivo

Segundo Faghihi, alguns comportamentos abusivos no local de trabalho incluem: 
1. Carga de trabalho excessiva
2. Colocação numa área onde há menos experiência ou desconforto
3. Salário baixo
4. Trabalhar horas extras sem benefícios
5. Ambiente de trabalho precário
6. Aumento do stress no local de trabalho
7. Falta de instalações

## Formas
Tim Field sugeriu que o assédio moral no local de trabalho assume as seguintes formas:

## Conceitos relacionados

### Supervisão abusiva
A supervisão abusiva sobrepõe-se ao assédio moral no contexto do local de trabalho. Investigações sugerem que 75% dos incidentes de assédio moral no local de trabalho são perpetrados por agentes hierarquicamente superiores. A supervisão abusiva difere de construções relacionadas, como a intimidação e a subversão do supervisor, na medida em que não descreve as intenções ou os objetivos do supervisor.

### Poder e controlo
Foi desenvolvido um modelo de poder e controlo para o local de trabalho, dividido nas seguintes categorias:
- ações explícitas
- ações encobertas
- controlo emocional
- isolamento
- controlo econômico
- táticas
- restrições
- privilégio dos chefes

## Características de personalidade

### Executivos
Em 2005, as psicólogas Belinda Board e Katarina Fritzon, da Universidade de Surrey, no Reino Unido, entrevistaram e aplicaram testes de personalidade a executivos britânicos de alto escalão e compararam os seus perfis com os de pacientes psiquiátricos criminais do Hospital Broadmoor, no Reino Unido. Eles descobriram que três em cada onze transtornos de personalidade eram, na verdade, mais comuns em executivos do que em criminosos perturbados. Eles eram:
- Transtorno de personalidade histriónica : incluindo charme superficial, insinceridade, egocentrismo e manipulação
- Transtorno de personalidade narcisista: incluindo grandiosidade, egocentrismo, falta de empatia pelos outros, exploração e independência.
- Transtorno de personalidade obsessivo-compulsivo: incluindo perfeccionismo, dedicação excessiva ao trabalho, rigidez, teimosia e tendências ditatoriais.

Elas descreveram estes empresários como psicopatas bem-sucedidos e os criminosos como psicopatas malsucedidos.
De acordo com o académico de liderança Manfred F.R. Kets de Vries, parece quase inevitável hoje em dia que haja alguns transtornos de personalidade numa equipe de alta gerência.
A investigação em psicologia industrial/organizacional também examinou os tipos de bullying que existem entre profissionais de negócios e a prevalência desta forma de bullying no local de trabalho, bem como formas de medir o bullying empiricamente.